# André Cayatte
André Cayatte (* 3. Februar 1909 in Carcassonne; † 6. Februar 1989 in Paris) war ein Rechtsanwalt und wichtiger französischer Filmregisseur des 20. Jahrhunderts. Seine Filme behandeln die Probleme und Missstände der französischen Justiz.

## Leben
Cayatte studierte Jura, arbeitete anschließend als Rechtsanwalt und widmete sich nebenbei dem Schreiben. Als Autor von preisgekrönten Romanen – 1940 wurde er für sein Werk Die Falle mit dem Prix Cazes ausgezeichnet – erlangte er öffentliche Aufmerksamkeit, so dass er sich bald völlig dem Schreiben hingab. 1937 wandte er sich dem Medium Film zu und verfasste zunächst unterhaltsame Szenarien, wechselte 1942 sein Betätigungsfeld und wurde Filmregisseur. Seine kinematografische Karriere startete Cayatte mit dem Film Die falsche Geliebte, nach dem gleichnamigen Roman von Honoré de Balzac, gefolgt von Filmadaptionen französischer Klassiker. 1949 gelang ihm mit Die Liebenden von Verona, einer modernen Romeo-und-Julia-Verfilmung, sein erster internationaler Erfolg.
Ein Jahr später löste sich Cayatte vom heiteren Filmgenre sowie von Literaturverfilmungen und widmete sich dem Thema „Analyse der Gerechtigkeit“; er kritisierte schonungslos die französische Justiz und deren Methoden. Mit Filmen wie Schwurgericht oder Vor der Sintflut erlangte er so schnell großes Aufsehen. Nach der Kritik an der Justiz stellte er in seiner letzten Schaffensperiode vor allem gesellschaftliche Probleme in den Mittelpunkt seiner Filme und thematisierte mit Aus Liebe sterben auch damalige Tabuthemen wie die verbotene Verbindung einer Lehrerin zu einem jungen Schüler.

## Filmografie

### Drehbuch und Regie
- 1942: Die falsche Geliebte (La Fausse maîtresse)
- 1943: Paradies der Damen (Au Bonheur des Dames)
- 1943: Pierre et Jean
- 1946: Le Dernier sou
- 1946: Sérénade aux nuages
- 1946: Späte Rache (Roger la Honte oder La Revanche de Roger la Honte)
- 1947: Der unbekannte Sänger (Le Chanteur inconnu)
- 1948: Le Dessous des cartes
- 1949: Die Liebenden von Verona (Les Amants de Vérone)
- 1949: Rückkehr ins Leben (Retour à la vie)
- 1950: Schwurgericht (Justice est faite)
- 1952: Wir sind alle Mörder (Nous sommes tous des assassins)
- 1953: Vor der Sintflut (Avant le déluge)
- 1955: Die schwarze Akte (Le Dossier noir)
- 1957: Auge um Auge (Œil pour œil)
- 1958: Der Tag und die Nacht (Le Miroir à deux faces)
- 1960: Jenseits des Rheins (Le Passage du Rhin)
- 1963: Meine Tage mit Pierre – meine Nächte mit Jacqueline (Jean-Marc ou La vie conjugale – Françoise ou La vie conjugale)
- 1963: Am Ende aller Wege (Le Glaive et la balance)
- 1965: Lebenshungrig (Piège pour Cendrillon)
- 1967: Verleumdung (Les Risques du métier)
- 1969: Katmandu (Les Chemins de Katmandou)
- 1971: Aus Liebe sterben (Mourir d'aimer)
- 1973: Kein Rauch ohne Feuer (Il n'y a pas de fumée sans feu)
- 1974: Das Urteil (Verdict)
- 1977: Jedem seine Hölle (À chacun son enfer)
- 1978: Staatsraison (La Raison d'état)
- 1978: Anklage: Mord (L'Amour en question)
- 1980: La Faute (TV)
- 1981: Die Anwälte des Teufels (Les Avocats du diable) (TV)
- 1982: Des yeux pour pleurer (TV)
- 1983: Retour à Cherchell (TV)

### Literarische Vorlage
- 1995: Liebe hat zwei Gesichter – Vorlage: Drehbuch zu Der Tag und die Nacht

### Drehbuch für Filme anderer Regisseure
- 1938: Theaterliebe (Entré des artistes) – Regie: Marc Allégret
- 1939841: Schleppkähne (Remorques) – Regie: Jean Grémillon
- 1941: Einmal im Jahr (Caprices) – Regie: Léo Joannon
- 1989: Das große Geheimnis